# Alabama Song (Allison Moorer)
Alabama Song è l'album di debutto del cantautore Allison Moorer. Il primo singolo dell'album, A Soft Place to Fall, è apparso nel film di Robert Redford L'uomo che sussurrava ai cavalli, ed è stato nominato per un Oscar come miglior canzone originale agli Academy Awards del 1999.

## Tracce
1. Pardon Me – 3:40
2. Long Black Train – 4:26
3. Alabama Song – 3:53
4. Call My Name – 3:44
5. The One That Got Away (Got Away with My Heart) – 2:20
6. I Found A Letter – 2:56
7. Easier To Forget – 3:00
8. Set You Free – 3:58
9. A Soft Place To Fall – 3:51
10. Tell Me Baby – 4:15
11. Is Heaven Good Enough For You – 7:15